# Lepanthes enca-barcenae
Lepanthes enca-barcenae är en orkidéart som beskrevs av Fredy Archila. Lepanthes enca-barcenae ingår i släktet Lepanthes och familjen orkidéer. Inga underarter finns listade i Catalogue of Life.